# Góra Czcibora
Góra Czcibora – wzniesienie morenowe w paśmie Karpat Cedyńskich o wysokości 54,5 metra n.p.m. Na szczyt prowadzą 270-stopniowe, kamienne schody. Góra Czcibora znajduje się w odległości około 4 kilometrów na południowy zachód od Cedyni i kilkaset metrów na wschód od Osinowa Dolnego.

## Nazwa
Nazwa pochodzi od imienia Czcibora, brata Mieszka I, który w bitwie pod Cedynią dowodził jedną trzecią wojsk. Według Kroniki Thietmara natarł on na wojska margrabiego Marchii Łużyckiej Hodona ze wzgórza niedaleko grodu Cidini, który utożsamiany jest z dzisiejszą Cedynią, tym samym doprowadzając do zwycięstwa w całej bitwie. Nazwane tak po odkryciu przez archeologa Władysława Filipowiaka w jej pobliżu palenisk datowanych na lata 920–970, mogących służyć wojom Czcibora.

## Pomnik, tablice i mozaika
W tysięczną rocznicę bitwy (1972) wzniesienie zostało zwieńczone 15-metrowym „Pomnikiem Polskiego Zwycięstwa nad Odrą” przedstawiającym stylizowanego orła wzbijającego się do lotu autorstwa Czesława Wronki i Stanisława Biżka. Przy schodach prowadzących do pomnika znajdują się tablice z napisami w języku polskim, rosyjskim, angielskim i niemieckim. Charakterystyczna dla tego miejsca jest również mozaika u podnóża wzniesienia, wykonana w tym samym roku, autorstwa Jerzego Chmielewskiego i Kazimierza Błonki, przedstawiająca wyobrażenie bitwy pod Cedynią.

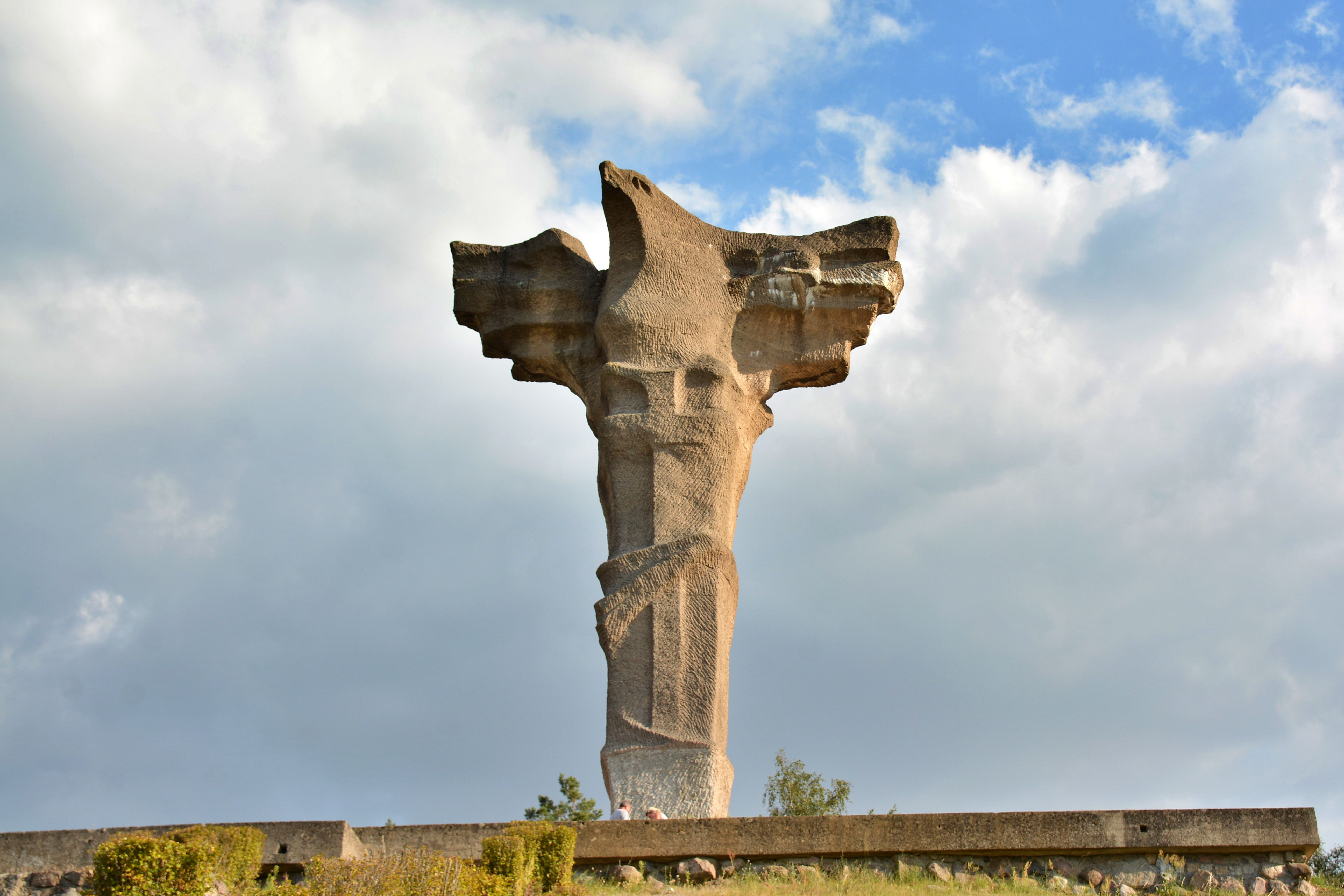
Pomnik na szczycie wzniesienia
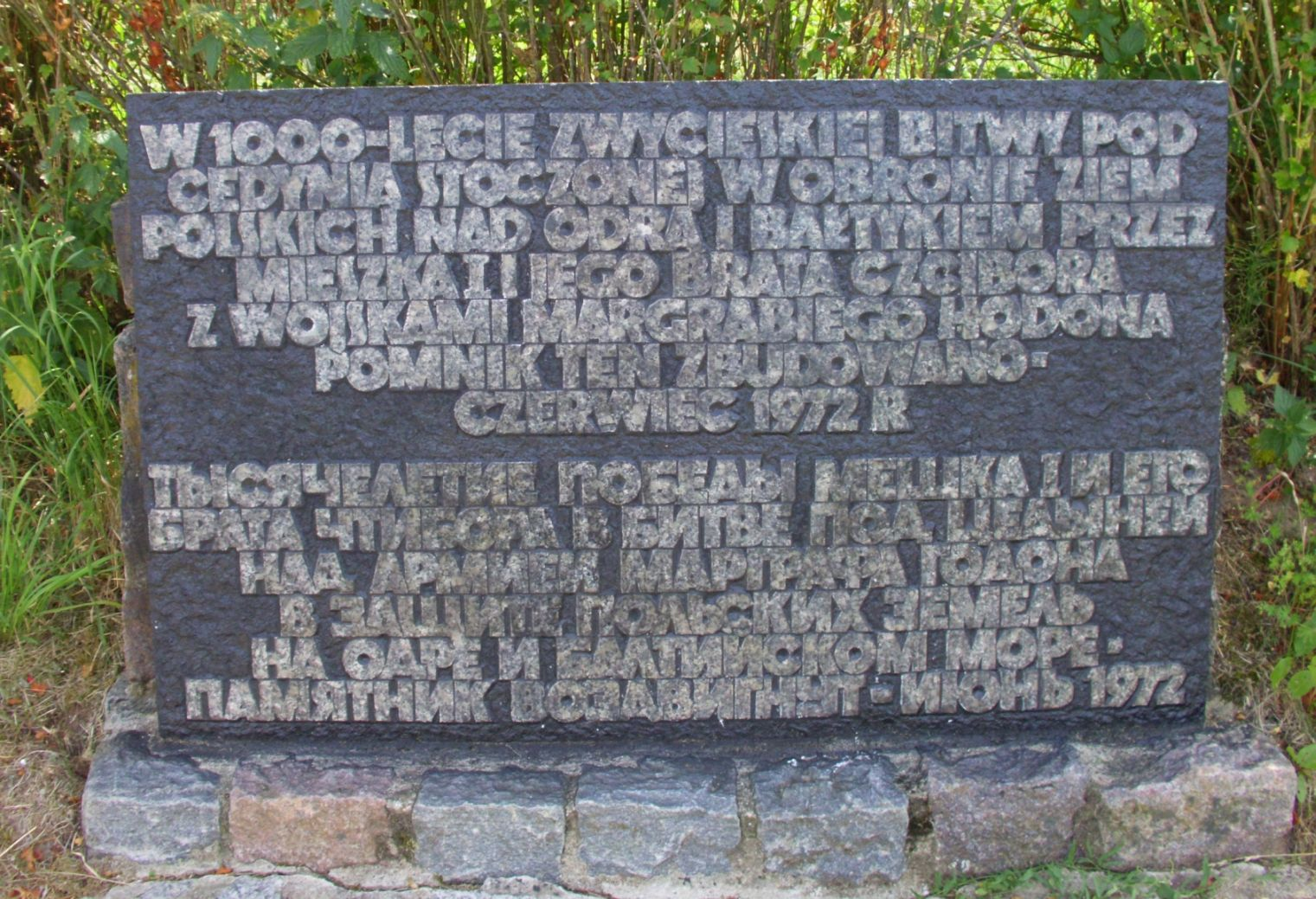
Napis po polsku i rosyjsku
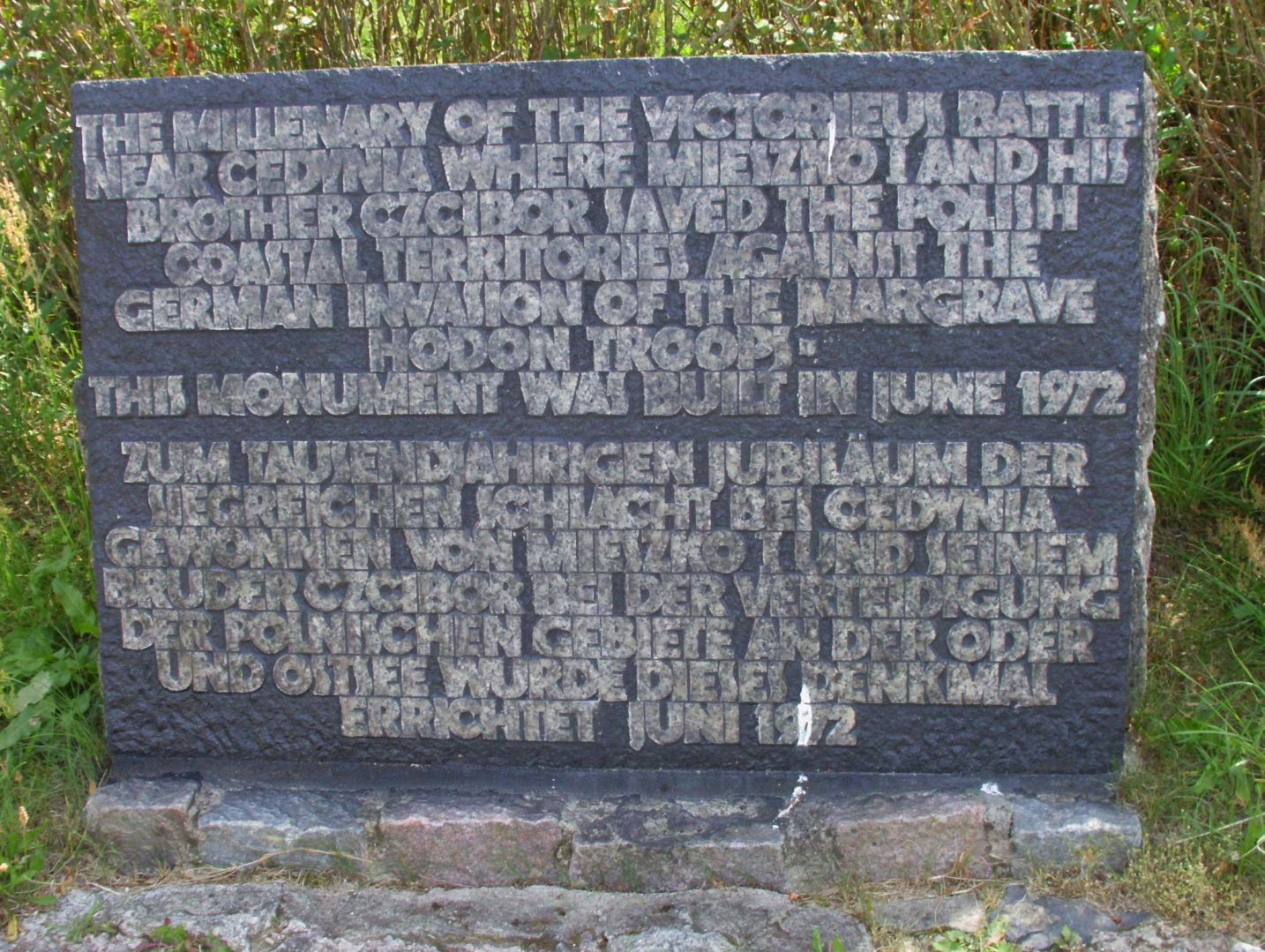
Napis po angielsku i niemiecku
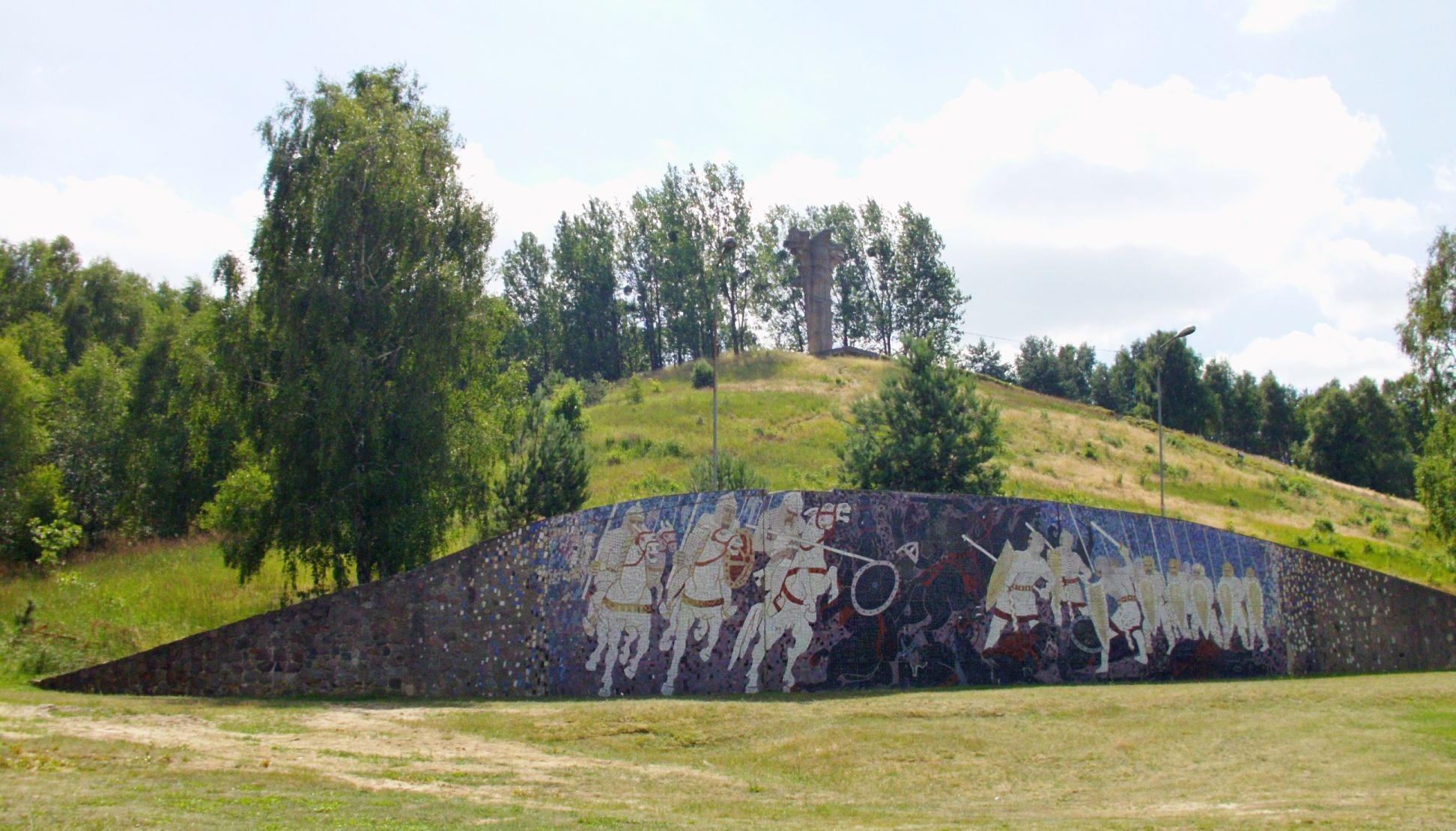
Mozaika u podnóża wzniesienia